# Macrotarsomys ingens
Macrotarsomys ingens é uma espécie de roedor da família Nesomyidae.
É endêmica do oeste de Madagáscar, onde é encontrada somente no Parque Nacional Ankarafantsika.